# Excèlsior
|  | Aquest article tracta sobre el poema d'en Joan Maragall. Vegeu-ne altres significats a «Excelsior». |

Excèlsior és un poema de Joan Maragall escrit el 1895 i inclòs dins del recull Poesies publicat el 1895, on figurava com a epíleg.
Maragall expressa en aquest poema el seu punt d'inconformisme vital que ha de permetre no caure en posicions acomodades que ens impedeixin tenir uns ideals pels quals treballar i lluitar constantment. La vida hi és representada com un esperit salvatge.